# Memoriał Janusza Kusocińskiego 2014
60. Memoriał Janusza Kusocińskiego – międzynarodowy mityng lekkoatletyczny, który odbył się 7 czerwca 2014 na Miejskim Stadionie Lekkoatletycznym im. Wiesława Maniaka w Szczecinie. Zawody należały do cyklu European Athletics Classic Permit Meeting.
Rywalizacja w rzucie młotem mężczyzn była zaliczana do IAAF Hammer Throw Challenge.

## Rezultaty

### Mężczyźni
| Konkurencja:               | 1. miejsce        | Rezultat | 2. miejsce          | Rezultat | 3. miejsce          | Rezultat    |
| Bieg na 100 m              | Karol Zalewski    | 10,42    | Remigiusz Olszewski | 10,59    | Robert Kubaczyk     | 10,70       |
| Bieg na 200 m              | Karol Zalewski    | 20,58    | Mateusz Jędrusik    | 21,24 PB | Tomasz Kluczyński   | 21,29       |
| Bieg na 400 m              | Michael Mathieu   | 45,50    | Rabah Yousif        | 46,05    | Rafał Omelko        | 46,21       |
| Bieg na 800 m              | Adam Kszczot      | 1:45,48  | Marcin Lewandowski  | 1:45,90  | Artur Kuciapski     | 1:46,04 PB  |
| Bieg na 5000 m             | Juan Luis Barrios | 13:50,22 | Alemu Bekele        | 13:54,93 | Szymon Kulka        | 13:59,42 PB |
| Bieg na 110 m przez płotki | Dominik Bochenek  | 13,69    | Damian Czykier      | 13,78 PB | Patryk Bachar       | 14,09 PB    |
| Skok o tyczce              | Piotr Lisek       | 5,60     | Robert Sobera       | 5,60     | Paweł Wojciechowski | 5,50        |
| Skok w dal                 | Tomasz Jaszczuk   | 8,01     | Marcos Chuva        | 7,97     | Michał Łukasiak     | 7,80        |
| Pchnięcie kulą             | Reese Hoffa       | 21,26    | Tomasz Majewski     | 21,04    | Tomáš Staněk        | 20,93 PB    |
| Rzut młotem                | Krisztián Pars    | 79,35    | Marcel Lomnický     | 78,40    | Paweł Fajdek        | 78,15       |
| Rzut oszczepem             | Hubert Chmielak   | 78,37    | Stuart Farquhar     | 77,62    | Alaksandr Aszomka   | 77,40       |

### Kobiety
| Konkurencja:               | 1. miejsce      | Rezultat       | 2. miejsce         | Rezultat | 3. miejsce             | Rezultat   |
| Bieg na 100 m              | Marta Jeschke   | 11,73          | Ewa Swoboda        | 11,75    | Weronika Wedler        | 11,79      |
| Bieg na 400 m              | Justyna Święty  | 52,39          | Chiara Bazzoni     | 52,57    | Agata Bednarek         | 52,58      |
| Bieg na 800 m              | Ewa Jacniak     | 2:04,38 PB     | Syntia Ellward     | 2:04,54  | Paulina Mikiewicz      | 2:04,93    |
| Bieg na 1500 m             | Sofia Ennaoui   | 4:07,34 NJR PB | Angelika Cichocka  | 4:07,55  | Danuta Urbanik         | 4:07,95 PB |
| Bieg na 100 m przez płotki | Anna Płoticyna  | 12,95 PB       | Karolina Kołeczek  | 13,13 PB | Lucie Škrobáková       | 13,26      |
| Skok wzwyż                 | Kamila Lićwinko | 1,95           | Justyna Kasprzycka | 1,95     | Urszula Gardzielewska  | 1,88       |
| Skok o tyczce              | Karla da Silva  | 4,30           | Aleksandra Wiśnik  | 4,00     | Natalia Krupińska      | 3,90       |
| Pchnięcie kulą             | Alena Dubicka   | 18,25          | Lena Urbaniak      | 17,02    | Agnieszka Maluśkiewicz | 16,73 PB   |